# Виетнамски канчил
Виетнамски канчил (Tragulus versicolor или Среброгръб канчил) е вид бозайник от семейство Мишевидни елени (Tragulidae).

## Разпространение и местообитание
Разпространен е във Виетнам.